# Dendrobium kentrophyllum
Dendrobium kentrophyllum är en orkidéart som beskrevs av Joseph Dalton Hooker. Dendrobium kentrophyllum ingår i släktet Dendrobium, och familjen orkidéer. Inga underarter finns listade i Catalogue of Life.